# Ват Прахат Дой Сутхеп
18°48′19″ пн. ш. 98°55′18″ сх. д. / 18.8052° пн. ш. 98.9216° сх. д.

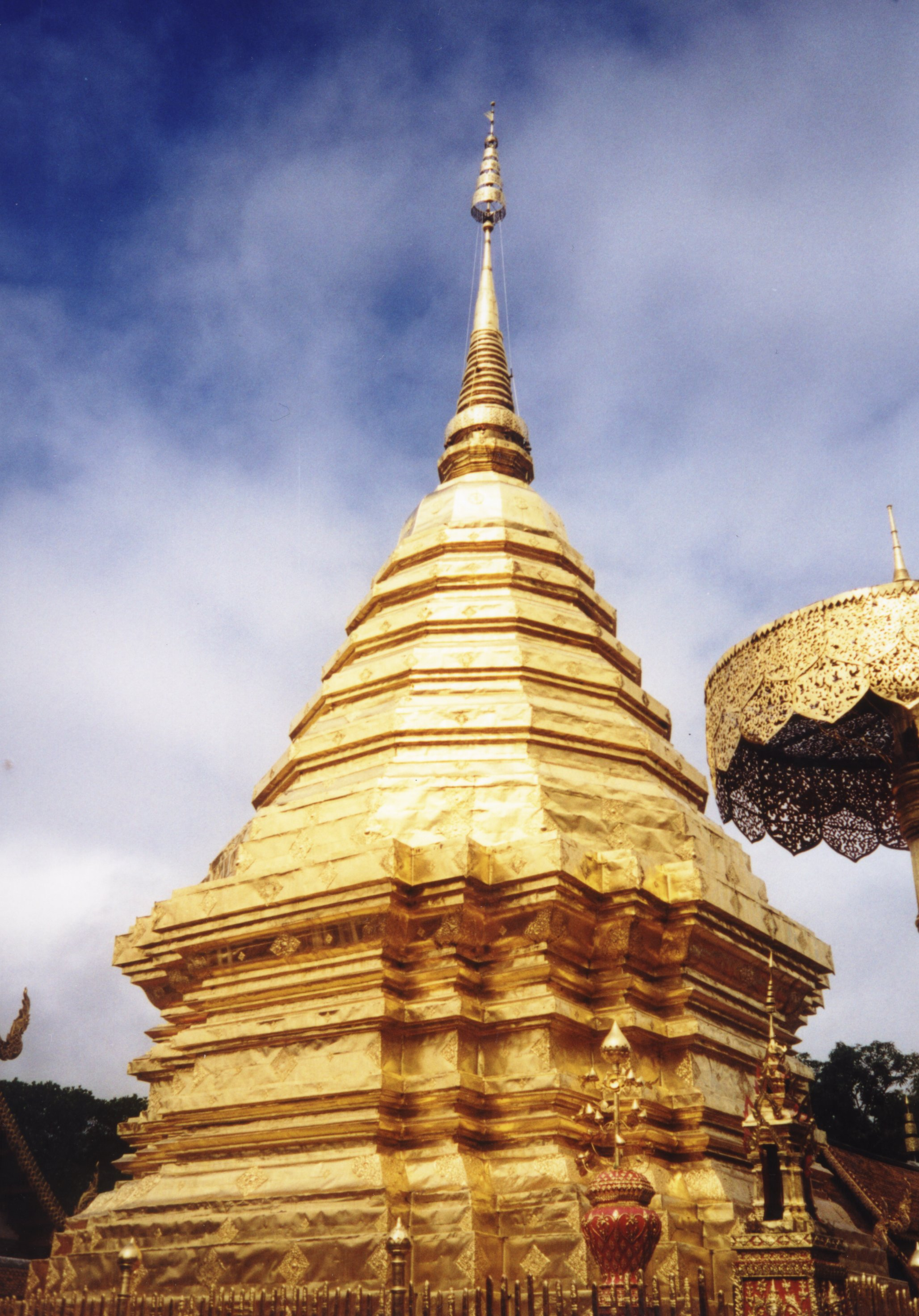
Ват Прахат Дой Сутхеп

Ват Пратхат Дой Сутхеп (тай. วัดพระธาตุดอยสุเทพ, англ. Wat Phrathat Doi Suthep) — буддистський храм (ват) в провінції Чіанг Май, Таїланд. Храм часто називають Дойсутхеп, хоча ця назва гори, на якій він розташований. Храм розташований в 15 кілометрах на захід від Чіанг Май і є священним місцем для багатьох тайців. З храму відкривається мальовничий вид на місто, і є популярним місцем для відвідування іноземців.
Між собою тайці часто говорять: «Якщо ви не пробували Као Сой або не відвідали Дой Сутхеп, ви не були в Чіанг Май.»
Храм розташований на висоті 1073 метри над рівнем моря, тобто височить над містом приблизно на 700 метрів.

## Історія
Історія будівництва храму прихована у віках, і існує декілька популярних легенд заснування храму. У храмі стверджують, що храм був просторий в 1383, коли була закладена перша Чеди (так називають Ступу в Таїланді). Дорогу до храму проклали в 1935 році.

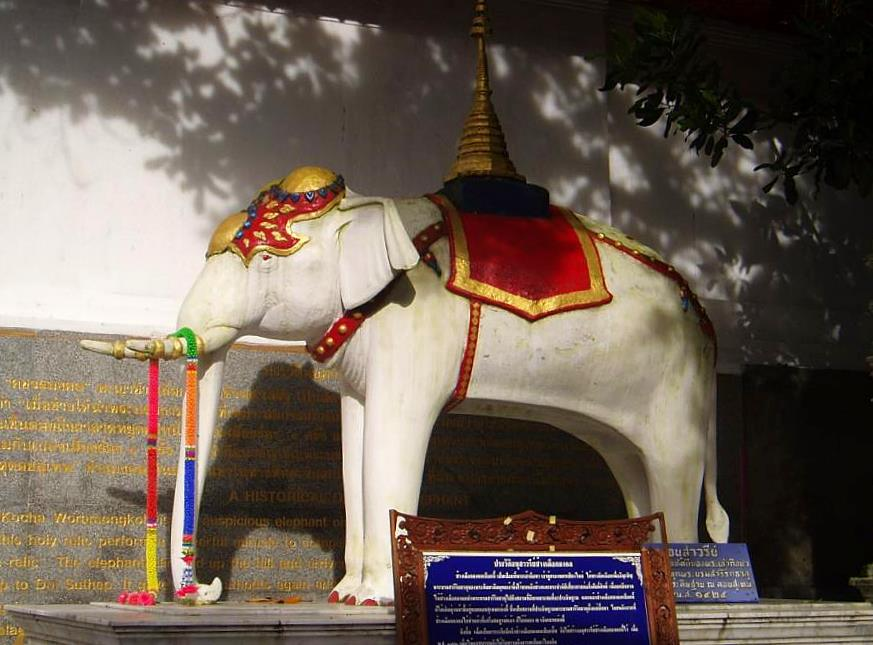
Храм білого слона

За однією з легенд місце для храму вибирали так: На спину слона поклали священні буддистські реліквії, і в цьому місці слон став сурмити і ходити колами, що визнали хорошою ознакою для будівництва храму.

## Як дістатися до Ват Дой Сутхеп

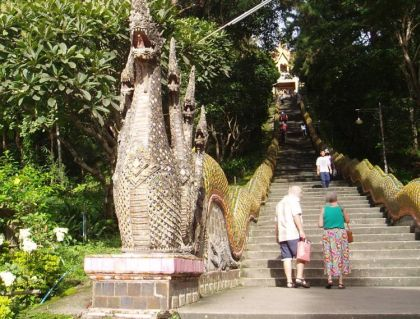
Сходи до Ват Прахат Дой Сутхеп

Храм доступний по дорозі з Чіанг Маю, проїжджаючи по дорозі через Університет Чіанг Маю і зоопарк. До нього можна дістатися за допомогою сонгтхетів, сівши на маленькому ринку на перетині Manneenopparat і Chotana Roads, відразу за Changpuak Gate.
Від автостоянки ви можете подолати сходи з 309 сходинок або скористатися фунікулером за 20 бат, вхід в храм для іноземців платний - 30 бат.